# Gyilkosok gyilkosa
A Gyilkosok gyilkosa (eredeti cím: The Replacement Killers) 1998-ban bemutatott amerikai akciófilm, Antoine Fuqua rendezésében. A forgatókönyvet Ken Sanzel írta, a produceri munkálatokat Bernie Brillstein és Brad Grey vállalta. A film zenéjét Harry Gregson-Williams szerezte. 
A főbb szerepekben Chow Yun-fat (aki ezzel a filmmel debütált az Államokban), Mira Sorvino, Michael Rooker, Jürgen Prochnow, Danny Trejo és Til Schweiger látható.
Az Amerikai Egyesült Államokban 1998. február 6-án mutatták be a filmet, "R" korhatáros besorolással.

## Cselekmény
John Lee (Chow Yun-fat) profi bérgyilkosként tevékenykedik. Amikor John megtagadja Mr. Wei (Kenneth Tsang) drogbáró megbízását – egy zsaru, Stan „Zeedo” Zedkov (Michael Rooker) hétéves kisfia lenne a célpont –, Wei a legjobb bérgyilkosait (Danny Trejo, Til Schweiger) állítja rá Johnra. John felkeresi Meg Coburn (Mira Sorvino) okmányhamisítót, hogy segítsen neki visszajutni Kínába, féltett családjához.

## Szereposztás
| Szerep              | Színész             | Magyar hangja (1. szinkron, 1998) | Magyar hangja (2. szinkron, 2006) |
| ------------------- | ------------------- | --------------------------------- | --------------------------------- |
| John Lee            | Chow Yun-fat        | Epres Attila                      | Epres Attila                      |
| Meg Coburn          | Mira Sorvino        | Prókai Annamária                  | Kéri Kitty                        |
| Stan „Zeedo” Zedkov | Michael Rooker      | Haás Vander Péter                 | Haás Vander Péter                 |
| Terence Wei         | Kenneth Tsang       | Botár Endre                       | Várday Zoltán                     |
| Michael Kogan       | Jürgen Prochnow     | Rosta Sándor                      | Rosta Sándor                      |
| Ryker               | Til Schweiger       | (nem szólal meg)                  |                                   |
| Collins             | Danny Trejo         | Varga Tamás                       | Varga Tamás                       |
| Loco                | Clifton Collins Jr. | Simonyi Balázs                    | Simonyi Balázs                    |
| Hunt                | Carlos Gómez        | Varga Gábor                       | Varga Gábor                       |
| Rawlins             | Frank Medrano       | Szűcs Sándor                      | Szűcs Sándor                      |
| Lam                 | Leo Lee             | Vári Attila                       | Vári Attila                       |
| Pryce               | Patrick Kilpatrick  | N/A                               | N/A                               |
| Alan Chan           | Randall Duk Kim     | N/A                               | N/A                               |
| Stevie              | Andrew J. Marton    | Penke Soma                        | Penke Soma                        |
| Sara                | Sydney Coberly      | N/A                               | N/A                               |
| Peter Wei           | Yau-Gene Chan       | N/A                               | N/A                               |
| Romero              | Carlos Leon         | N/A                               | N/A                               |

## Kritikai fogadtatás
A Rotten Tomatoes weboldalon a film 46%-os minősítést kapott. Az IMDb filmadatbázison 6.1 ponton áll.

## Megjelenés
A Gyilkosok gyilkosa Magyarországon mindhárom videóformátumban megjelent szinkronizálva . VHS-en 1998-ban az Intercom, DVD-n 2006-ban a Fórum Home Entertainment Hungary Kft., Blu-Ray-en 2017-ben az Empire Film adta ki.

## Fordítás
- Ez a szócikk részben vagy egészben  a   The Replacement Killers című angol Wikipédia-szócikk fordításán alapul.  Az eredeti cikk szerkesztőit annak laptörténete sorolja fel. Ez a jelzés csupán a megfogalmazás eredetét és a szerzői jogokat jelzi, nem szolgál a cikkben szereplő információk forrásmegjelöléseként.